# Michael Baden
Michael M. Baden (ur. 27 czerwca 1934 w Nowym Jorku) – amerykański patolog, specjalista medycyny sądowej.

## Życiorys
W 1955 ukończył City College of New York z tytułem Bachelor of Science (B.S.), a w 1959 New York University School of Medicine w ramach New York University z tytułem doktora medycyny (M.D.). Jako lekarz był zatrudniony w nowojorskim szpitalu Bellevue w zakresie interny i patologii (1959-1964). W latach 1961–1986 pracował w urzędzie koronera dla miasta Nowego Jorku, w latach 1978–1979 pełnił funkcję koronera w tym mieście. W latach 1981–1983 był zastępcą koronera w hrabstwie Suffolk.
Od 1986 pełnił funkcję dyrektora Medyczno-Prawnej Jednostki Śledczej Policji w Nowym Jorku (New York State Police Medico-Legal Investigation Unit). W ramach nowojorskiej policji przez 12 lat współpracował także z jednostką do spraw analizy znęcania się nad dziećmi i przestępstw z użyciem przemocy (Child Abuse and Violent Crime Analysis Unit, VICAP).
Jako ekspert medycyny sądowej przez ponad 45 lat przeprowadził ponad 20 000 sekcji zwłok. Był wykładowcą w Albert Eintein Medical School, New York University, Albany Medical College, New York Law School i John Jay College of Crimiman Justice. Działał jako konsultant dla Federal Bureau of Investigation (FBI), Veteran’s Administration, Bureau of Alcohol, Tobacco, Firearms and Explosives, Drug Enforcement Agency, Departamentu Sprawiedliwości Stanów Zjednoczonych. Prowadził kursy w zakresie teorii i techniki morderstw oraz śledztw w ich sprawach udzielane dla policji, sędziów, pełnomocników prawnych i lekarzy w większości stanów USA oraz państwach na świecie.
Był prezesem Society of Medical Jurisprudence (Stowarzyszenie Medycznego Prawoznawstwa) i wiceprezesem American Academy of Forensic Sciences (Amerykańska Akademia Nauk Sądowych). Jest autorem lub współautorem ponad 80 artykułów naukowych i książek w zakresie medycyny sądowej, publikuje w amerykańskich i międzynarodowych w czasopismach medycznych, jest recenzentem w The New England Journal of Medicine.
W latach 70. był przewodniczącym Panelu Patologii Sądowej w ramach United States House Select Committee on Assassinations, komitetu powołanego w celu powtórnego zbadania zamachów na Johna F. Kennedy’ego i Martina Luthera Kinga. W latach 90. jako patolog sądowy był członkiem grupy badawczej powołanej na prośbę rządu rosyjskiego do zbadania szczątków cara Mikołaja II i członków rodziny Romanowów. Po zamachu z 11 września 2001 pracował jako biegły przy badaniu szczątków ofiar z bliźniaczych wież World Trade Center. Był powoływany jako ekspert przez sądy wojskowe rozstrzygających w USA i w Camp Liberty w Iraku po wybuchu II wojny w Zatoce Perskiej w 2003. Działał jako biegły w śledztwach i badaniach dotyczących spraw (w tym wyjaśniania przyczyn śmierci) Medgara Eversa, Johna Belushi, Billy’ego Martina, Sida Viciousa, Lisy McPherson, Richarda Kuklinskiego, Davida Carradine’a, dziewięciu dzieci Marybeth Tinning, uprowadzenia syna Charlesa Lindbergha, ofiar katastrofy lotu Trans World Airlines 800, Jaysona Williamsa, Kobe’go Bryanta, Roberta Blake’a, a także jako biegły sądowy obrony w procesach sądowych Clausa von Bülow, Martina Brando (syna Marlona Brando), O.J. Simpsona, Teda Biniona, Phila Spectora. Był powoływany na pełnomocnika prawnego do badania przyczyn zgonów przez władze państwowe, organizacje praw człowieka i podmioty prywatne w wielu krajach (m.in. w Zimbabwe, na Filipinach i w Izraelu na Zachodnim Brzegu i w Strefie Gazy). W 2012 pełnomocnik prawny rodziny Walentynowicz, Stefan Hambura, złożył wniosek o udział Michaela Badena w ekshumacji i przeprowadzeniu sekcji zwłok Anny Walentynowicz, jednej z 96 ofiar katastrofy polskiego Tu-154 w Smoleńsku 10 kwietnia 2010, jednak wskutek odmownej decyzji wojskowej prokuratury okręgowej nie został dopuszczony do tych czynności; analogicznie prokuratura odmówiła także udziału Michaela Badena w sekcjach zwłok innych ofiar tego zdarzenia, Przemysława Gosiewskiego i Janusza Kurtyki (jak przyznał Michael Baden, była to pierwsza udzielona mu odmowa udziału w badaniach w całej jego ponad 40-letniej karierze). 23 marca 2012 udzielił opinii jako gość specjalny na posiedzeniu zespołu Parlamentarnego ds. Zbadania Przyczyn Katastrofy Tu-154M z 10 kwietnia 2010 roku. W 2016 został ekspertem Podkomisji ds. Ponownego Zbadania Wypadku Lotniczego pod Smoleńskiem, powołanej przez ministra obrony narodowej Antoniego Macierewicza przy Komisji Badania Wypadków Lotniczych Lotnictwa Państwowego.

## Życie prywatne
Jego rodzicami są Harry i Fannie Baden, z domu Linn. W latach 1958–1997 był żonaty z Judianne Densen-Gerber; z tego związku oboje mają czworo dzieci. Od 2000 żoną Michaela Badena jest Linda Kenney.

## Działalność telewizyjna
Od 1994 był gospodarzem programu Autopsy w kanale telewizyjnym HBO, ukazującego dziedzinę medycyny sądowej i jej rolę we wskazywaniu przyczyn przestępstw. Działa jako współpracownik w zakresie medycyny sądowej dla Fox News Channel. Był konsultantem przy produkcji serialu telewizyjnego Jordan w akcji. Wziął udział w dokumentalnych filmach telewizyjnych jako ekspert.
- The Iceman Tapes: Conversations with a Killer (1992, o Richardzie Kuklinskim)
- Autopsy: Confessions of a Medical Examiner (1994, pol. Sekcja zwłok: wyznania lekarza sądowego)
- 20 Most Horrifying Hollywood Murders (2006)
- West of Memphis (2012)

## Publikacje
- Alcohol, Other Drugs and Violent Death (1978), współautor: Paul W. Haberman
- Unnatural Death: Confessions of a Medical Examiner (1989)
- Grave Secrets: Leading Forensic Expert Reveals Startling Truth about O.J. Simpson, David Koresh, Vincent Foster, and Other Sensations Cases (1998), inni autorzy: Cyril Wecht, Mark Curriden, Benjamin Wecht, Henry C. Lee
- On the Record (2002), współautorka: Greta Van Susteren
- Dead Reckoning: The New Science of Catching Killers (2001)
- Remains Silent (2006), współautorka: Linda Kenney
- Skeleton Justice (2009), współautorka: Linda Kenney